# Герб Спасского района (Татарстан)
Герб Спа́сского муниципального района Республики Татарстан Российской Федерации.
Герб утверждён Решением № 2-27 сессии Спасского районного Совета народных депутатов 20 августа 2005 года.
Герб внесён в Государственный геральдический регистр Российской Федерации под регистрационном номером 2001 и в Государственный геральдический реестр Республики Татарстан под № 20.

## Описание герба
«В золотом поле на зелёной земле серебряная башня о двух зубчатых ярусах с черной аркой ворот и таким же окном в верхнем ярусе».

## Символика герба

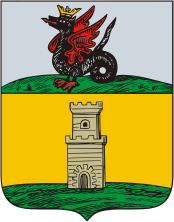
Герб Спасска (1781 год)

Герб Спасского муниципального района создан на основе исторического герба города Спасска Казанской губернии (ныне город Болгар), Высочайше утверждённого 18 октября 1781 года (по старому стилю), подлинное описание которой гласит:

„В верхней части щита гербъ Казанский. Въ нижней, древняя башня, в золотом поле, в знакъ того, что подле сего новаго города, в близости находился древний Татарский городъ Болгары, в котором и по сие время таковыя башни не разрушены“.

Композиция герба указывает на богатую историю Спасской земли на территории современного района находилась древняя столица Волжско-Камской Болгарии (X—XIV века).
Башня в геральдике — символ опоры, надёжности, крепости духа.
Золото символизирует уважение, богатство, стабильность, интеллект.
Серебро — символ чистоты, совершенства, непорочности, мира и взаимопонимания.
Зелёный цвет — символ здоровья, природы, жизненного роста.
Чёрный цвет — символ вечности, мудрости, скромности».

## История герба
Реконструкция исторического герба Спасска для официального герба Спасского района произведена Геральдическим советом при Президенте Республики Татарстан совместно с Союзом геральдистов России в составе:
Рамиль Хайрутдинов (г. Казань), Радик Салихов (г. Казань), Григорий Бушканец (г. Казань), Константин Моченов (г. Химки), Кирилл Переходенко (г. Конаково), Оксана Афанасьева (г. Москва), Камиль Нугаев (г. Болгар), Рафаиль Махмутов (г. Болгар).